# Задворный, Игорь Иванович
Игорь Иванович Задворный (8 марта 1970, Волочиск, Хмельницкая область, Украинская ССР, СССР) — советский и украинский футболист.

## Игровая карьера
Воспитанник хмельницкого футбола. В высшей лиге чемпионата Украины провёл 13 матчей, играя в составе тернопольской «Нивы». Дебют — 16 августа 1992 года в игре против «Кривбасса» (0:1).
В период с 1993 по 1994 года выступал в первой лиге в николаевском «Эвисе». С этой командой завоевал место в высшей лиге. 1 августа 1993 года, забив команде «Благо» (Благоево) 3 гола, стал автором первого хет-трика николаевской команды в розыгрышах Кубка Украины.
С 1997 года играл в Германии в любительской команде «Мерзебург».